# Nos vemos allá arriba
Nos vemos allá arriba (en francés: Au revoir là-haut) es una película de drama francesa de 2017 escrita y dirigida por Albert Dupontel. Es una adaptación de la novela Nos vemos allá arriba, de Pierre Lemaitre.

## Sinopsis
Noviembre de 1919. Dos supervivientes de las trincheras, uno un magnífico ilustrador y el otro, un modesto contable, montan una estafa sobre los monumentos a los muertos de la guerra. En la Francia de los años veinte, el proyecto se convierte en algo tan peligroso como espectacular.

## Reparto
- Albert Dupontel como Albert Maillard.
- Nahuel Pérez Biscayart como Edouard Péricourt.
- Laurent Lafitte como el Capitán Henri d'Aulnay-Pradelle.
- Niels Arestrup  como el Presidente Marcel Péricourt.
- Émilie Dequenne como Madeleine Péricourt.
- Mélanie Thierry como Pauline.
- Héloïse Balster como Louise.
- Philippe Uchan como Labourdin.
- André Marcon como el policía.
- Michel Vuillermoz como Joseph Merlin.
- Kyan Khojandi como Dupré.
- Carole Franck como Hna. Hortense
- Philippe Duquesne como oficial de la estación.
- Eloïse Genet como Cécile.
- Axelle Simon como Madame Belmont.
- Gilles Gaston-Dreyfus como el mayor.
- Jacques Mateu como el perfecto.

## Reconocimiento
- 2017: Festival de San Sebastián: Sección oficial (Proyecciones especiales).
- Cinco premios Cesar, incluido a la mejor dirección y guion adaptado.